# Xạ Viên
Xạ Viên (tiếng Trung: 射援; bính âm: Shè Yuán), tự là Văn Hùng (文雄), là quan viên nhà Quý Hán thời Tam Quốc trong lịch sử Trung Quốc.

## Cuộc đời
Xạ Viên quê ở quận Hữu Phù Phong, Tam Phụ, Tư Lệ Hiệu úy bộ. Xạ Viên vốn mang họ Tạ, cùng gốc với họ Tạ ở quận Bắc Địa. Tổ tiên Tạ Phục (謝服) làm tướng quân ra trận, thiên tử cho rằng tên Tạ Phục không đẹp, cho sửa tên thành Xạ Phục (射服). Con cháu về sau lấy Xạ làm họ.
Nhà họ Xạ với nhà Hoàng Phủ vốn là thế giao. Anh em Xạ Kiên thời trẻ đều có thanh danh. Bởi thế nên Xạ Viên được danh tướng Hoàng Phủ Tung đem con gái cho.
Khi Hán Hiến đế mới lên ngôi, đất Tam Phụ gặp phải cảnh chiến loạn, xảy ra nạn đói. Khoảng sau 194, anh trai Xạ Kiên từ quan, mang theo Xạ Viên chạy vào đất Thục tị nạn. Xạ Kiên được Lưu Chương phong chức Trưởng sử, còn Xạ Viên không thấy ghi chép.
Năm 214, Lưu Bị kiểm soát Ích Châu, lấy Xạ Viên làm Nghị tào, Tòng sự Trung lang, Quân nghị Trung lang tướng.
Mùa thu năm 219, sau thắng lợi ở Hán Trung, Xạ Viên cùng Mã Siêu, Hứa Tĩnh, Bàng Hi, Gia Cát Lượng, Quan Vũ, Trương Phi, Hoàng Trung, Lại Cung, Pháp Chính, Lý Nghiêm dâng biểu lên Hán Hiến đế, cầu phong Lưu Bị lên ngôi Hán Trung vương.
Năm 221, Thừa tướng Gia Cát Lượng lấy Xạ Viên làm Tế tửu, rồi thăng làm Tòng sự, mất khi đương chức.

## Trong văn hóa
Xạ Viên không xuất hiện trong tiểu thuyết Tam quốc diễn nghĩa của La Quán Trung.